# Jean Baptiste Louis Joseph Billecocq
Jean Baptiste Louis Joseph Billecocq est un avocat et écrivain français, né à Paris le 31 janvier 1765, il y est mort le 15 juillet 1829.

## Biographie
Avocat au barreau de Paris, il se distingue dans la défense du marquis de Rivière accusé de complicité avec Cadoudal, rétablit les conférences judiciaires pour les jeunes avocats et parvient à réfuter la lettre de Wellington qui voulait justifier la spoliation du musée de Paris. Il est un des fondateurs de la société pour l'amélioration du sort des prisonniers.
Sa sépulture se trouve à Paris, à la 29e division du cimetière de Montmartre.

## Œuvres
On lui doit des traductions de voyageurs britanniques (Eyles Irwin, Meares), du Voyage de Néarque de William Vincent et de La Conjuration de Catilina de Salluste ainsi que des poésies latines et des brochures politiques. 
- Du Changement de ministère, en décembre 1821, par un royaliste
- De l'Influence de la guerre d'Espagne sur l'affermissement de la dynastie légitime: et de la monarchie constitutionnelle
- Un Français à l'honorable lord Wellington, sur sa lettre du 23 septembre dernier à lord Castlereagh
- Du Clergé de France en 1825
- En prison sous la terreur: souvenirs

## Décorations
- Chevalier de la Légion d'honneur en 1814[2]